# Đạ Tẻh (huyện)
Đạ Tẻh là một huyện cũ nằm ở phía tây nam tỉnh Lâm Đồng, Việt Nam.

## Địa lý
Huyện Đạ Tẻh nằm ở vùng tiếp giáp giữa cao nguyên Di Linh và vùng Đông Nam Bộ, có vị trí địa lý:
- Phía đông và phía bắc giáp huyện Bảo Lâm
- Phía tây giáp huyện Cát Tiên và huyện Tân Phú, tỉnh Đồng Nai
- Phía nam giáp huyện Đạ Huoai.

### Địa hình
Là một trong những huyện nằm trong vùng tiếp giáp cao nguyên Bảo Lộc – Di Linh và khu vực Đông Nam Bộ, thực chất đây là một bình nguyên, Đạ Tẻh có độ cao trung bình 100 – 300m so với mặt biển. Đỉnh núi cao nhất trong huyện là núi Đăng Lu Gu ở phía Đông với 708m. Đạ Tẻh có 2 sông chính là Đạ Nha dài 50 km và sông Đạ Tẻh dài 30 km chảy ra sông Đồng Nai.
Đạ Tẻh có thác Đakala (Đạ Bin) và thác Triệu Hải. Rừng Đạ Tẻh tiếp giáp một phần với rừng Cát Lộc thuộc huyện Cát Tiên, có nhiều thú quý hiếm như: voi, sơn dương, khỉ, tê giác,... Tuy nhiên, nơi đây lại xảy ra vụ phá rừng nghiêm trọng xảy ra tại huyện Đạ Tẻh nằm trong tiểu khu 543 thuộc địa bàn thôn Tôn K'Long, xã Quảng Trị.

## Lịch sử
Đạ Tẻh có quá trình hình thành và phát triển gắn liền với các huyện lân cận trên cao nguyên Bảo Lộc. Khi mới bắt đầu phát hiện ra vùng đất này, người Pháp gọi chung cho cả vùng là B'lao.
Năm 1899, Pháp thành lập tỉnh Đồng Nai Thượng trên cơ sở toàn bộ phần đất nằm trên cao nguyên Bảo Lộc – Di Linh và một phần của cao nguyên Lang Biang.
Năm 1905, giải thể tỉnh Đồng Nai Thượng và sáp nhập vào tỉnh Bình Thuận.
Năm 1920, tỉnh Đồng Nai Thượng được tái lập.
Thời Việt Nam Cộng hoà, vùng đất Đạ Tẻh thuộc quận Bảo Lộc của tỉnh Lâm Đồng.
Về phía chính quyền cách mạng, trước năm 1975, huyện Đạ Tẻh ngày nay nằm trong vùng căn cứ địa cách mạng tỉnh Lâm Đồng, giữa hành lang chiến lược các tỉnh: Ninh Thuận, Bình Tuy, Lâm Đồng, Đồng Nai, Phước Long, Đắk Lắk, còn được gọi là K4.
Sau năm 1975, K4 được sáp nhập vào huyện Bảo Lộc, vùng đất Đạ Tẻh ngày nay được gọi là xã Lộc Trung.
Từ giữa năm 1976, thực hiện chủ trương của Nhà nước trong việc bố trí và điều động dân cư, xây dựng vùng kinh tế mới, xã Lộc Trung được quy hoạch là địa bàn đón dân xây dựng kinh tế mới của tỉnh Lâm Đồng. Lực lượng tiền trạm và thanh niên xung phong của các địa phương như Thường Tín, Ứng Hòa (tỉnh Hà Sơn Bình cũ) và người dân thành phố Huế (tỉnh Thừa Thiên Huế) đã đến xây dựng vùng kinh tế mới.
Đến năm 1978, người dân các huyện: Triệu Hải (Quảng Trị); An Nhơn, Hoài Nhơn (Bình Định); Thạch Thất, Mỹ Đức, Quốc Oai, Phú Xuyên, Thường Tín (Hà Sơn Bình); Xuân Thủy, Hải Hậu, Thanh Liêm, Hoa Lư (Hà Nam Ninh); Hương Phú, Hương Điền (Bình Trị Thiên) đã đến xây dựng vùng kinh tế mới.
Năm 1979, tách một phần huyện Bảo Lộc, trong đó có xã Lộc Trung để thành lập huyện Đạ Huoai.
Ngày 6 tháng 6 năm 1986, Hội đồng Bộ trưởng ban hành Quyết định số 68-HĐBT về việc chia huyện Đạ Huoai thành 3 huyện: Đạ Huoai, Đạ Tẻh, Cát Tiên.
Huyện Đạ Tẻh có 47.330 hécta diện tích tự nhiên 47.330 hécta và 23.814 nhân khẩu; có thị trấn Đạ Tẻh và 9 xã: An Nhơn, Đạ Kho, Đạ Lây, Hà Đông, Hương Lâm, Mỹ Đức, Quảng Trị, Quốc Oai, Triệu Hải.
Ngày 31 tháng 12 năm 2002, Chính phủ ban hành Nghị định số 112/2002/NĐ-CP về việc thành lập xã Đạ Pal trên cơ sở 4.600 ha diện tích tự nhiên và 2.834 nhân khẩu của xã Triệu Hải.
Ngày 17 tháng 12 năm 2019, Ủy ban Thường vụ Quốc hội ban hành Nghị quyết số 833/NQ-UBTVQH14 (nghị quyết có hiệu lực từ ngày 1 tháng 1 năm 2020) về việc sáp nhập xã Hà Đông vào xã Mỹ Đức và sáp nhập xã Hương Lâm vào xã Đạ Lây.
Đến cuối năm 2023, huyện Đạ Tẻh có 9 đơn vị hành chính cấp xã trực thuộc, bao gồm thị trấn Đạ Tẻh (huyện lỵ) và 8 xã: An Nhơn, Đạ Kho, Đạ Lây, Đạ Pal, Mỹ Đức, Quảng Trị, Quốc Oai, Triệu Hải.
Ngày 24 tháng 10 năm 2024, Ủy ban Thường vụ Quốc hội ban hành Nghị quyết số 1245/NQ-UBTVQH15 về việc sắp xếp đơn vị hành chính cấp huyện, cấp xã của tỉnh Lâm Đồng giai đoạn 2023 – 2025 (nghị quyết có hiệu lực từ ngày 1 tháng 12 năm 2024). Theo đó, sáp nhập huyện Đạ Tẻh và huyện Cát Tiên trở lại huyện Đạ Huoai.

## Kinh tế - xã hội
Đạ Tẻh là huyện mới thành lập từ chính sách di dân mở khu kinh tế mới. Cho đến nay, kinh tế huyện chủ yếu vẫn dựa vào nông lâm nghiệp. Năm 1999, toàn huyện 7.461 ha diện tích trồng cây lương thực. Trong đó, thế mạnh của huyện là cây lúa. Số lượng đàn bò là 5.395 con, đàn lợn là 8.088 con. Các ngành nghề thủ công nghiệp, khai thác lâm sản phụ làm đũa tre, tăm nhang, vật liệu xây dựng tiếp tục phát triển.
Những năm gần đây, cùng với phát triển kinh tế, mạng lưới giao thông cũng không ngừng được cải thiện. Thị trấn Đạ Tẻh nằm trên trục đường 721 nối liền quốc lộ 20 với huyện Cát Tiên. Đường giao thông đã cơ bản thông suốt bảo đảm cho việc đi lại từ huyện về các xã nông thôn.
Trên địa bàn huyện có nhiều thắng cảnh đẹp, là điều kiện để phát triển du lịch, dịch vụ. Đến đây, du khách có thể tham quan thác Đạ K'Lả (Đạ Bin) cao hơn 50m, phía trên có 6 thác giật cấp, đứng xa hàng chục ki lô mét vẫn có thể nhìn thấy. Phía trên thác là khu rừng rậm với những lũng nước sâu trong vắt có thể hình thành những hồ bơi thơ mộng và có thể là vệ tinh của khu du lịch Đam Bri, thành phố Bảo Lộc. Hồ Đạ Tẻh rộng 21.000 ha, cách trung tâm huyện 9 km. Đây không chỉ là công trình thủy lợi mà còn là một điểm đến rất thú vị dành cho khách du lịch.

## Dân số
Huyện Đạ Tẻh có diện tích 527,9 km², dân số ngày 1/4/2019 là 43.415 người, mật độ dân số đạt 82 người/km².
Huyện Đạ Tẻh có diện tích 526,74 km², dân số tính đến ngày 31/12/2022 là 57.194 người, mật độ dân số đạt 108 người/km².